# Winston McAnuff
Winston McAnuff (1957) è un cantante e compositore giamaicano.
Nasce 1957 nelle colline di Manchester in Giamaica, da una famiglia di pastori.
Inizia partecipando ai canti Gospel nelle chiese, insieme ad altri artisti raggae.
Ha registrato diversi duetti, il suo pezzo più noto è Malcom X registrato in coppia con Earl sixteen.
Pubblica il primo album, Pick hits to click, nel 1978. Il secondo, What The Man "A" Deal Wid, viene pubblicato due anni dopo.
Raggiunge la notorietà nel 2000, quando firma con l'etichetta francese Makasound, specializzata nel genere e nota nel panorama europeo, che ripubblicherà alcuni dei suoi album precedenti.
Le canzoni di McAnuff riguardano temi comuni al reggae, come la spiritualità, la miseria e la storia del popolo nero.
Altri brani rappresentativi di McAnuff sono Nostradamus, che dà anche il titolo all'omonimo e sesto album uscito nel 2008 edito dalla Makasound e che si ispira alle profezie di Nostradamus.
I due creatori del marchio hanno ristampato i suoi primi due album, ma hanno anche pubblicato una compilation, Diary Of The Silent Years.
In Francia McAnuff intraprenderà dopo vent'anni di carriera, duetti con esponenti del rock francese, in particolare con Camille Basbaz. I due si conosceranno ad un concerto di Derrick Harriott, e creeranno una miscella di reggae e rock elettronico suggestivo con il quale aumenterà la fama di McAnuff in terra francese.
Alla fine del 2006 uscì Parigi Rockin, una collaborazione tra McAnuff e la sezione strumentale del gruppo di Java, Cyril Atef alla batteria, e con la partecipazione di numerosi musicisti francesi.
Nel 2009, fu presente al Sakifo Musik Festival sull'isola di Reunion.

## Album
- 1978 - Pick hits to click, riedito nel 2006 dalla Makasound.
- 1980 - What The Man "A" Deal Wid, riedito nel 1995 dalla Crocodisc col titolo One Love, e di nuovo nel 2004 dalla Makasound col titolo What a Man a Deal With? .
- 1986 - Electric Dread
- 2005 - A Drop con Camille Bazbaz, edito dalla Makasound.
- 2006 - Paris' Rockin, in collaborazione con il gruppo Java, edito dalla Makasound.
- 2008 - Nostradamus, edito dalla Makasound.